# Gerhard Beier (Historiker)
Gerhard Beier (* 10. April 1937 in Flensburg; † 13. Dezember 2000 in Kronberg im Taunus) war ein deutscher Historiker, Schriftsteller und Gewerkschafter.

## Leben und Wirken
Gerhard Beier war der Bruder des Bildhauers Ulrich Beier (1928–1981) und studierte Geschichte, Deutsch und Psychologie an den Universitäten Tübingen und Kiel, wo er 1966 bei Karl Dietrich Erdmann promoviert wurde und 1978 seine Habilitation absolvierte.
Von 1966 bis 1967 war er Schulungsleiter für die IG Druck und Papier und von 1967 bis 1971 Bundestutor des Deutschen Volkshochschul-Verbandes. Daneben war er von 1968 bis 1997 Stadtverordneter für die SPD in Kronberg im Taunus, wo er „einen großen Teil seines Lebens“ verbracht hatte.
Beier war von 1984 bis 1988 Vorsitzender des Verbandes deutscher Schriftsteller (VS) Hessen sowie einige Zeit im Bundesvorstand des VS tätig. Zudem war er Gründungsmitglied des Hessischen Literaturbüros (heute Hessisches Literaturforum) und der 1996 gegründeten Literaturgesellschaft Hessen e. V., Frankfurt am Main (LIT) als Nachfolgerin des Fördervereins Deutscher Schriftsteller (1976–1996). Sein schriftstellerischer Nachlass wird von der Friedrich-Ebert-Stiftung in Bonn archiviert.
Er war Redaktionsmitglied der Internationalen Wissenschaftlichen Korrespondenz zur Geschichte der deutschen Arbeiterbewegung (IWK) und Mitglied der Historischen Kommission der SPD. Als Historiker erforschte und dokumentierte Gerhard Beier die Geschichte der Deutschen Gewerkschaften im 19. Jahrhundert, bis 1945 und nach dem Zweiten Weltkrieg. Schwerpunkte waren Sozialdemokratie, Gewerkschaften, Arbeiterbewegung, Widerstand gegen den Nationalsozialismus und Europa. Neben seinen veröffentlichten Werken mit historischen und sozialpolitischen Bezügen finden sich in seinem Nachlass auch Gedichte, Erzählungen und Essays.

## Postume Ehrungen
Nach seinem Tod wurde von 2002 bis 2016 durch die 2018 aufgelöste Literaturgesellschaft Hessen der Gerhard-Beier-Preis vergeben, der als Literaturpreis mit 1.500 Euro dotiert war.

## Veröffentlichungen (in Auswahl)
- Schwarze Kunst und Klassenkampf, Frankfurt/M. 1968 (zugl. Diss. phil., Universität Kiel 1966).
- Ost-West-Vorurteile in der politischen Bildung, Frankfurt/M. 1972.
- Das Lehrstück vom 1. und 2. Mai 1933, Frankfurt/M. 1975.
- Der Demonstrations- und Generalstreik vom 12. November 1948, Frankfurt/M. 1975.
- Beiträge zur Führungsproblematik in der Arbeiterbewegung, Frankfurt/M. 1976.
- Willi Richter. Ein Leben für die soziale Neuordnung, Köln 1978 (zugl. Habilitationsschrift, Universität Kiel 1977).
- Geschichte und Gewerkschaft. Politisch-historische Beiträge zur Geschichte sozialer Bewegungen, Köln 1981.
- Die illegale Reichsleitung der Gewerkschaften. 1933–1945, Köln 1981.
- Schulter an Schulter, Schritt für Schritt. Lebensläufe deutscher Gewerkschafter, Köln 1983, ISBN 3-7663-0527-1.
- Arbeiterbewegung in Hessen. Zur Geschichte der hessischen Arbeiterbewegung durch einhundertfünfzig Jahre (1834–1984), Frankfurt/M. 1984, ISBN 3-458-14213-4.
- SPD Hessen. Chronik 1945 bis 1988, Bonn 1989.
- Wir wollen freie Menschen sein. Der 17. Juni 1953. Bauarbeiter gingen voran, Köln 1993.
- Aufbruch zum europäischen Sozialstaat. Zur Sozialgeschichte der europäischen Revolution, Frankfurt/M. 1998.
- Hessen vorn. Die Biografie des Hessischen Ministerpräsidenten Georg August Zinn, Bonn 2021 (postum veröffentlicht mit einem Nachwort von Christopher Kopper).